# Elgin Scott
Elgin Frederick Scott (ur. 2 czerwca 1900 w Lisku, zm. 21 października 1984 w Trynidadzie) – polski lekkoatleta pochodzenia szkockiego, który specjalizował się w biegach sprinterskich oraz pchnięciu kulą.

## Życiorys
Urodził się 2 czerwca 1900. Był synem Szkota, Elgina Fredericka Scotta i Polki ze Lwowa, Karoliny Ludwig. Miał dwóch braci - starszego George'a Scotta i młodszego - Malcolma "Malka" Scotta oraz dwie młodsze siostry: Magdalenę Scott i Helenę Scott
U kresu I wojny światowej w listopadzie 1918 wziął udział w obronie Lwowa w trakcie wojny polsko-ukraińskiej jako jedyny uczestnik pochodzenia szkockiego, zgłosił się wówczas do kawalerii. Po uwolnieniu miasta przez Polaków był żołnierzem dywizjonu kawalerii lwowskiej „Wilków”. Otrzymał Krzyż Walecznych, Krzyż Obrony Lwowa.
W 1920 zdobył brązowy medal mistrzostw Polski seniorów w biegu na 100 metrów. Rok później, podczas kolejnego czempionatu, był piąty w pchnięciu kulą. 29 września 1916 roku we Lwowie był członkiem sztafety szwedzkiej, która ustanowiła rekord kraju wynikiem 2:25,0. Startował w barwach Czarnych Lwów. Zajął piąte miejsce w Mistrzostwach Polski w Skokach Narciarskich 1923 w Sławsku.
W 1926 wyjechał do Trynidadu, tam pracował w branży naftowej.
Po wojnie uhonorowany Złotą Odznaką Honorową Koła Lwowian w Londynie. 5 maja 1973 obchodził złote gody małżeńskie. Zmarł 21 października 1984 w Trynidadzie.